# Западный управленческий округ

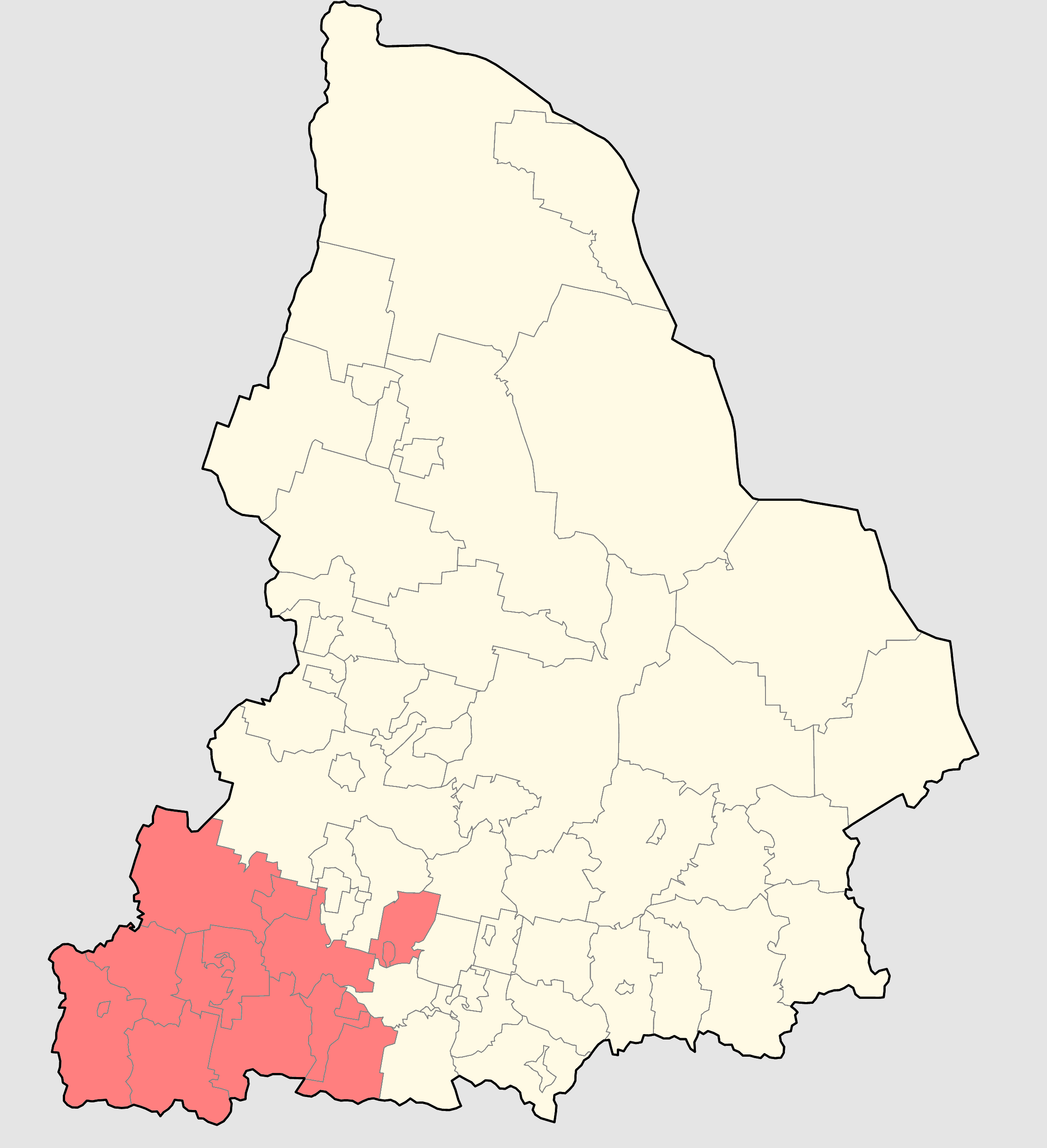
Западный управленческий округ на карте Свердловской области.

Западный управленческий округ — территориальное формирование в Свердловской области, не являющееся административно-территориальной единицей, но имеющее территориальный исполнительный орган государственной власти в виде администрации управленческого округа. Центр округа — город Первоуральск.
Округ образован в 1997 году. Площадь округа составляет 25 134,4 км². Численность населения — 585 521 человек (на 2018 год). Управляющий округом — Вольф Виталий Александрович.
Администрация управленческого округа является территориальным межотраслевым исполнительным органом государственной власти Свердловской области, участвующим в выработке мер по обеспечению комплексного социально-экономического развития Свердловской области, координации деятельности территориальных отраслевых исполнительных органов государственной власти Свердловской области, осуществлению анализа и прогноза социально-экономического развития Свердловской области на территориях одной или нескольких административно-территориальных единиц Свердловской области.

## Состав
Согласно Областному закону от 24 декабря 1996 года N 58-ОЗ «Об исполнительных органах государственной власти Свердловской области», администрация Западного управленческого округа Свердловской области находится в городе Первоуральске и осуществляет деятельность на территориях следующих административно-территориальных единиц Свердловской области: 5 районов и 5 городов (городов областного значения).
| Административно- территориальная единица | Административный центр АТЕ | Муниципальные образования в границах АТЕ | Число АТЕ | Число АТЕ     | Число АТЕ        | Число АТЕ |
| Административно- территориальная единица | Административный центр АТЕ | Муниципальные образования в границах АТЕ | число вгр | число городов | число пгт (р.п.) | число c/c |
| ---------------------------------------- | -------------------------- | ---------------------------------------- | --------- | ------------- | ---------------- | --------- |
| Артинский район                          | пгт Арти                   | Артинский ГО                             |           | 0             | 1                | 17        |
| Ачитский район                           | пгт Ачит                   | Ачитский ГО                              |           | 0             | 1                | 10        |
| Красноуфимский район                     | город Красноуфимск         | Красноуфимский округ                     |           | 0             | 1                | 24        |
| Нижнесергинский район                    | город Нижние Серги         | Нижнесергинский МР                       |           | 2             | 4                | 13        |
| Нижнесергинский район                    | город Нижние Серги         | Бисертский ГО                            |           | 2             | 4                | 13        |
| Шалинский район                          | пгт Шаля                   | Шалинский ГО                             |           | 0             | 2                | 9         |
| Шалинский район                          | пгт Шаля                   | ГО Староуткинск                          |           | 0             | 2                | 9         |
| город Верхняя Пышма                      | город Верхняя Пышма        | ГО Верхняя Пышма                         |           | 2             | 0                | 3         |
| город Верхняя Пышма                      | город Верхняя Пышма        | ГО Среднеуральск                         |           | 2             | 0                | 3         |
| город Красноуфимск                       | город Красноуфимск         | ГО Красноуфимск                          |           | 1             | 0                | 1         |
| город Первоуральск                       | город Первоуральск         | ГО Первоуральск                          |           | 1             | 0                | 3         |
| город Полевской                          | город Полевской            | Полевской ГО                             |           | 1             | 0                | 5         |
| город Ревда                              | город Ревда                | ГО Ревда                                 |           | 2             | 0                | 2         |
| город Ревда                              | город Ревда                | ГО Дегтярск                              |           | 2             | 0                | 2         |
| ВСЕГО                                    |                            |                                          | 0         | 9             | 9                | 87        |

В рамках муниципального устройства области, управленческий округ включает образованные в границах административно-территориальных единиц соответственно 20 муниципальных образований:
- Артинский городской округ
- Ачитский городской округ
- Бисертский городской округ
- городской округ Верхняя Пышма[1]
- городской округ Дегтярск
- городской округ Красноуфимск
- Муниципальное образование Красноуфимский округ
- городской округ Первоуральск
- Полевской городской округ
- городской округ Ревда
- городской округ Среднеуральск[1]
- городской округ Староуткинск
- Шалинский городской округ
- Нижнесергинский муниципальный район
  - муниципальное образование рабочий посёлок Атиг
  - городское поселение Верхние Серги
  - Дружининское городское поселение
  - Кленовское сельское поселение
  - Михайловское муниципальное образование
  - Нижнесергинское городское поселение

## История
1 октября 2017 года Областной закон от 22 июля 1997 года № 44-ОЗ «О западном управленческом округе» утратил силу, а администрация управленческого округа стала действовать согласно закону Свердловской области «Об исполнительных органах государственной власти Свердловской области», в частности, Главе III. Территориальные исполнительные органы государственной власти Свердловской области.